# Katerînivka, Kameanka
Katerînivka (în ucraineană Катеринівка) este o comună în raionul Kameanka, regiunea Cerkasî, Ucraina, formată numai din satul de reședință.

## Demografie
Componența lingvistică a comunei Katerînivka
     Ucraineană (96,86%)
     Rusă (3,14%)
Conform recensământului din 2001, majoritatea populației comunei Katerînivka era vorbitoare de ucraineană (96,86%), existând în minoritate și vorbitori de rusă (3,14%).